# Partido da Convergência Democrática
O Partido da Convergência Democrática é um partido político da Guiné-Bissau.

## História
O partido foi criado em 2 de agosto de 1991 por Víctor Mandinga. Nas eleições de 1994 apresentou Carlos Gomes Júnior como seu candidato, visto que Mandinga foi inelegível por não ter ambos os pais nascidos na Guiné-Bissau. Nas eleições para a Assembleia Nacional Popular, o partido recebeu 5,3% dos votos, mas não conseguiu ganhar um assento. Antes das eleições de 2004, o partido aderiu à aliança da Plataforma Unida, que não conseguiu ganhar um assento. Contestou as eleições de 2008 como parte da Aliança Democrática, que ganhou uma única cadeira.O partido concorreu sozinho nas eleições legislativas de 2014, ganhando dois assentos. 